# Уотли, Кевин
Кевин Уотли (англ. Kevin Whately; 6 февраля 1951, Хексем) — английский актёр, наиболее известный по роли инспектора Роберта Льюиса в сериалах «Инспектор Морс» и «Льюис».

## Биография
Родился 6 февраля 1951 года в семье офицера Королевского флота Ричарда Уотли   и учительницы Мэри Пикеринг. Его бабушка по материнской линии Дорис Филлипс   была профессиональной концертной певицей, а его прапрадед Ричард Уотли занимал пост архиепископа Дублинского англиканской Церкви Ирландии. У него есть брат Фрэнк, ныне преподающий в Лондонском университете.
Кевин получил образование в школе Барнард Касл в Дареме, после чего отправился получать актёрского образование в  Центральная школа сценической речи и драматического искусства. Перед тем, как стать профессионалом, Уотли был любительским актёром в Народном театре   Ньюкасл-апон-Тайна в 1970-х годах. Также он некоторое время работал  бухгалтером.

## Личная жизнь
Женат на актрисе Мэделин Ньютон с 1984 года. У них есть дочь Кэтрин и сын Киран. Живёт в городке Уоберн Сандс близ Милтон-Кинс.
Увлекается игрой на гитаре.  Его любимые музыкальные группы — Pink Floyd и Dire Straits. Кевин болеет за футбольный клуб  «Ньюкасл Юнайтед».
В августе 2014 года Уотли был одним из 200 общественных и публичных деятелей, которые подписали открытое письмо в The Guardian, выражая надежду на то, что Шотландия будет голосовать за то, чтобы оставаться в составе Соединённого Королевства на сентябрьском референдуме по этому вопросу.

## Награды и номинации
Crime Thriller Awards — Премия Ассоциации писателей-криминалистов Великобритании
- 2012 — Лучший детективный дуэт («Инспектор Морс») — победа (совместно с Лоуренсом Фоксом)[5]